# Sombotel
Sombotel (madžarsko Szombathely, hrvaško Sambotel, nemško Steinamanger, latinsko-romansko Savaria) je z okoli 80.000 prebivalci deseto največje mesto na Madžarskem, središče Železne županije ter Sombotelskega okrožja.
Tu se nahaja Letališče Szombathely in Stadion Rohonci Ut (12.000 mest), kakor tudi sedež Univerzitetnega centra Savaria in nogometnega kluba Szombathelyi Haladás.
Je tudi sedež rimskokatoliške škofije (ustanovljena 1777), ki je v preteklosti zajemala celotno ozemlje Prekmurja, še sedaj pa vključuje ozemlje Porabskih Slovencev na Madžarskem.

## Pobratena mesta
- Ferrara, Italija
- Hunedoara, Romunija
- Kaufbeuren, Nemčija
- Kolding, Danska
- Kutaisi, Gruzija
- Lappeenranta, Finska
- Lecco, Italija
- Maribor, Slovenija
- Nõmme, Estonija
- Oberwart, Avstrija
- Ramat Gan, Izrael
- Santiago do Cacém, Portugalska
- Trnava, Slovaška
- Užgorod, Ukrajina
- Jantaj, Kitajska
- Joškar-Ola, Rusija